# Котел
Ко̀тел е град, разположен в Източна България. Той е административен център на община Котел, област Сливен. Градът е четвърти по големина в областта след Сливен, Нова Загора и Твърдица.
По данни на ГРАО към 15 юни 2023 г. в града живеят 5254 души по настоящ адрес и 5784 души по постоянен адрес.

## География

### Местоположение
Град Котел е разположен в средния предпланински дял на Източна Стара планина, в равнинната част на планинска котловина и важен в географско–историческо отношение проход, известен с името Демир Капия. Проходът е „свидетел“ на много ожесточени исторически битки още от Античността до наше време. Разстоянието до областния център Сливен е 69 км.

### Релеф
В морфо-географско отношение релефът на района е с хълмисто-предпланински и планинско-котловинен изразен релеф със средна надморска височина от 300 до 1128 м надморска височина.
Най-високият връх е Разбойна, висок 1128 м надморска височина, който на югозапад се свързва с предпланинските склонове на Ичеренските и Карандилските възвишения.
Географската местност „Чуката“ свързва Сливенската планина с Ичеренско-Жерунските възвишения и Котленските ридове. Изкачвайки планинското възвишение на котленската местност „Чукарите“, възвеждащи към връх Разбойна, в югоизточна посока преходно се откриват горски и туристически екопътеки до селата Жеравна, Нейково и оттам към местността Карандила в Сливенската планина.

### Води
В хидрографско отношение районът е богат на планински извори и малки предимно с дъждовно-зимно подхранване реки. На територията на града и района, от планинския връх (свързващ Котел с Тиченско-Омуртагския район) „Сухи Дял“, извират две основни реки, преминаващи през града: Сухойка и Глогова. При село Градец, се вливат в река Гола Камчия, която е един от ръкавите на река Луда Камчия, вливаща се в язовир „Камчия“.

### Флора и фауна
Флората е представена от естествени широколистни гори (дъбове, габър, бук, ясен, и др.) и малко изкуствено засадени иглолистни гори (черен бор), малко естествено находище на бяла ела, редуващи се с открити пространства, представляващи пасища и ливади. В откритите тревни пространства се срещат орхидеи и други. Фауната е богата поради разнообразието на местообитания, междинна надморска височина, континентални и средиземноморски елементи. Тук се срещат в едни и същи находища пепелянка и усойница (рядко срещано), както и 2 вида речни раци – поточен и речен рак (рядко срещани в смесени популации), в пещерите се срещат няколко вида прилепи. Бозайниците са представени от тревопасни животни: благороден елен, сърна, дива свиня, заек и др., и хищници: мечка (рядко), вълк, чакал, лисица и др. От птиците се срещат почти всички видове кълвачи, срещащи се в Европа. Грабливите птици са добре представени – скален орел, малък креслив орел, сокол-скитник, орел-змияр, осояд, ястреби, и др., а от 2010 г. отново е възстановен и белоглавият лешояд. В района гнезди черният щъркел. По време на миграцията на птиците през есента и пролетта се срещат много видове мигриращи птици, някои и на големи ята – щъркели, орли, мишелови, осояди, кани, чапли, жерави, соколи и т.н. В градската част се срещат порове и белки. Голям радетел за опознаването и опазването на природата на Котленския край е зоологът и изтъкнат природозащитник Николай Боев.

### Климат
Климат: умереноконтинентален, с влияние на планинската климатична област – умерена зима, прохладно лято и топла и продължителна есен. Често поради смесения релефен хълмисто-равнинен терен се наблюдават кратки и „болезнени“ феномени – градушки, непрогледни мъгли, дъждове, силни ветрове и др. Средната температура през януари е 1.5 градуса, а през юли – 20 градуса.

### Защитени местности
На територията на общината се намират два резервата:
- Резерват „Керсенлика“ с обща площ: 114.5 ха. Намира се в землището на с. Боринци. Представлява естествено находище на бяла ела, на възраст повече от 110 години. Буферната зона към резервата е на площ 89.5 ха.
- Резерват „Орлицата“ е с площ 559.4 ха и се намира в землищата на гр. Котел и с. Медвен. Обособен е с цел да се запазят вековните гори от мизийски бук, местообитания на редки грабливи птици и уникален по своя характер карстов комплекс с множество пещери, пропасти, извори и други. На територията му попада и скалният феномен „Орлицата“ – гнездовище на скалния орел. Буферната зона към резервата обхваща още 114.7 ха.
- Защитена местност „Злостен“
- Защитена местност „Урушки скали“
- Защитена местност „Орловите пещери“

Планински местности са:
- Вида – историческа местност с площ 2 ха, намираща се в землището на гр. Котел и с. Жеравна е свързана със съпротивата срещу византийските нашественици. Тук има и останки от старата римска крепост „Диавена“.
- Проходът на Ивайловите войници Железни врата (Демир капия) – с площ 0,1 ха е в землището на с. Жеравна. На това място е станало сражение между войските на Ивайло и византийския пълководец Мурин през 1279 г.
- Връх Разбойна е с площ 5 ха. През 1876 г. там е сборно място на въстаниците от Втори революционен Сливенски окръг.
- Околчеста поляна с площ 2 ха е разположена в землището на с. Нейково. Там е сборно място и лагер на четата на Хаджи Димитър.

Местностите: Коминчето, Еленица, Батойка, Червенятя пръст, Сухи Дял, Урушките скали и някои други са естествен източник на дървесина, медна руда и др.

## История
Град Котел е разположен в средния дял на Източна Стара планина, в живописна котловина на важен в географско и комуникационно-стратегическо отношение проход. Пътят през прохода е определял съдбата на котленци и обуславял до голяма степен богатото историческо минало и място, което Котел заема в националната история. В самия град поселищен живот преди вековете на османската власт не е открит, но неговите околности са били заселени още от древността.
Археологическите проучвания в Котленския край установяват фрагменти на халколитна керамика, каменни тесли и брадви, кремъчни ножове от V – VI хилядолетие преди новата ера, а тракийските култови комплекси и скални гробници в местностите Чобрата и Талим Таш се отнасят към първото хилядолетие преди новата ера. На около 6 км южно от града се намира антична преградна стена при Демир капия (Желязната врата), която е била свързана с крепостта Вида на едноименния връх. В подножието на върха е местността Гръцки дол, където според преданието са били разбити византийците от войските на хан Крум през 811 година и от Ивайло на 17 юли 1279 г. Средновековните крепости и селища в околностите на Котел като Козяк, Хайдут Върбан, Тича, Ачерас и др., след удара на турските нашественици, просъществували до края на 14 век и споделили съдбата на повечето български твърдини – били разрушени и изоставени, а населението им потърсило по-сигурно убежище в дебрите на Балкана. Град Котел е заселен в началото на турското владичество от търсещите спасение българи от околните градове и села. Най-ранни сведения за селището, записано с името Казан Пънаръ, се срещат в Регистъра на тимари в Никополския санджак, съставен през 1486 г. Тогава Котел се числял към феодалното владение – тимар на спахията Муса и наброявал 53 къщи или домакинства.
Градът според легендата е заселен, след като военни размирици наложили населението на село Новачка да търси ново място за заселване. Веднъж стадо коне се загубило. След дълго търсене селяните открили конете да пасат трева в чудна местност, известна сега като „Изворова поляна“. Измежду канарите извирала бистра студена вода. Красивата природа, тучните пасища удивили хората и те решили да се заселят на това място с дъх на бор и здравец. Котел и днес стои при важния балкански проход между Шумен и Сливен; на разстояние около 15 мили от морето, и е основан вероятно около 1545 г. от бежанци из околностите. Константин Иречек съобщава, че на котленци, въоръжени със сопи и с копия (харби), под командата на местни войводи било възложено да пазят тамошния проход като дервентджии. Събирането на данъците е дело на войводата, а на османците е забранено да се заселват в Котел. Във време на война специален правителствен чиновник съблюдавал там да не спира и да не нощува турска войска, но поради чести нарушения тези привилегии на практика изчезват. Котленци съумяват да се защитят от кърджалиите и строят отбранителна градска стена.
През 1806 година Котелско е нападнато от кърджалии, водени от Кара Фейзи и Индже войвода, но Котел, разполагащ със защитна стена и въоръжени части, водени от Алтънлъ Стоян не е превзет. Бойната тактика да се прогонят кърджалиите с нападение над тях успява – Кара Фейзи отстъпва. В Котел се пази къщата на Алтънлъ Стоян войвода, на път за местността „Изворите“, която оцелява при големия пожар от 1894 година.
Котел придобива голямо значение за българското възраждане. Дълъг е списъкът на просветителите и будителите, възвисили книжовното и образователното дело – Анастас Кипиловски, Стефан Изворски, Анастас Гранитски, Гавраил Кръстевич, Стефан Богориди, Петър Берон, Георги Сава Раковски... Котел е град на възрожденската архитектура, скътал една от най-добрите образци на дървената народна къща от късното Възраждане. През втората половина на XVIII и XIX век, благодарение на развитието на множество занаяти, градът се замогва и разраства, има 1200 къщи. От 450 000 котленски овце в Добруджа тук пристигат кервани волски коли с вълна, която се превръща в аби и шаяци.
На 5 юли 1894 година е обхванат от голям пожар, при който изгарят изцяло 3/4 от сградите. Причината е опит на дете да провери дали гори спиртът. Къщите са с дървена конструкция и се запалват неспасяемо, а сиянието от пожара се вижда в околните селища, забелязва се дори и в Сливен. При пожара са унищожени и много документи за на историята на града.
През 1924 г. в Котел заработва Варненска ученическа колония – 25 ученички от варненската девическа гимназия летуват и се възползват от добрите климатични условия на района.

## Население

### Брой на населението
- 7500 души (2001)
- 7777 души (2010)
- 5711 души (2012)
- 5329 души (2016)

### Етнически състав
Основните малцинствени етноси в града и района са цигани, турци и каракачани. Източното православие разполага с два православни храма и по няколко църкви в българските села Тича, Жеравна, Нейково, Катунище, Медвен, Градец.
По данни от 2011 г., 3667 души от населението на града се самоопределят като българи, 1177 души – цигани, а 61 души – турци.

### Религия
Основни религии са християнството и ислямът.
Ислямът е по-разпространен в околностите на града, където има компактно местно турско население. В селата с преобладаващо население от български турци има джамии, които се водят под имаята (ръководството) на шуменския областен мюфтия.
Протестантството е представено от евангелската, адвентната и новоапостолската общност.

## Образование

### Котленска книжовна школа
Най-видният представител на Котленската книжовна школа е народният будител Софроний Врачански (поп Стойко Владиславов).

### Учебни заведения
- СУ „Георги Стойков Раковски“
- НУФИ „Филип Кутев“

### Национално училище за фолклорни изкуства „Филип Кутев“
Националното училище за фолклорни изкуства „Филип Кутев“ е основано на 2 октомври 1967 г. и е първото средно училище в България, специализирано в областта на българския фолклор. От основаването си до 2004 г. училището е средно музикално.
Директори на училището
- Владимир Владимиров (1967 – 1972)
- Георги Бояджиев (1972 – 1977)
- Стоян Чобанов (1977 – 1982)
- Георги Пенев (1982 – 1992)
- Ташо Барулов (1992 – 1995)
- Стефан Червенков (1995 – 1999)
- Мария Градешлиева (1999 – понастоящем)

## Политика
Действащ кмет на Котел към март 2017 г. е Коста Каранашев (ГЕРБ). Зам. кметове: Детелина Адамова, Шериф Куванджъ, Румен Стоилов.

## Промишленост
В града и района водещи отрасли остават дърводобивът, гъбарството, билкосъбирането и овцевъдството – доходен бизнес за каракачаните в района. Отрасли като тъкачеството, килимарството, шивачеството вече не са представени както някога. Подем се опитва да набира каменодобивът и износът на каменни плочи за строеж и облицовка на сгради, но поради неприемане от страна на еколозите и населението не се развива. РПК „Г. С. Раковски“ поддържа единствено хлебарница и два магазина за хранителни стоки. Два пъти седмично в града пристигат пътуващи търговци и се открива битпазар всеки понеделник и четвъртък. В града и района има изградена социална мрежа от институции и услуги. Развити са дневен център за стари хора и домашен патронаж. Телекомуникационните и пощенски услуги са с висока мобилност и покритие.

## Забележителности
В града се намират Пантеон на Георги Стойков Раковски, Музей на котленските възрожденци и Природонаучен музей, които са част от Стоте национални туристически обекта на БТС.
Природонаучният музей е сред най-големите в България. Общинската библиотеката „Петър Матеев“ разполага с богат фонд от книги, където може да се намери разнообразна научна и художествена литература.
Историческият музей в Котел разполага с 3 експозиции в града („Котленски възрожденци“ с Пантеон на Георги Стойков Раковски, „Котленски възрожденски бит“ – Кьорпеева къща и „Старокотленски килими и тъкани“ – Галатанско училище) и 5 експозиции в Жеравна и Медвен („История на Жеравна“ – къща „Сава Филаретов“, „Бит и култура на Жеравна през Възраждането“ – къща „Руси чорбаджи“, „Йордан Йовков“ – къща „Йордан Йовков“, „Приложно и изобразително изкуство“ – Художествена галерия „Жеравна“ и „Захарий Стоянов“ – къща „Захарий Стоянов“ в с. Медвен).
В Котел се намира Национално училище за фолклорни изкуства „Филип Кутев“, с прием след четвърти и след седми клас. Специалности: народни инструменти, народно пеене, български танци, лютиерство (изработка на народни инструменти).

## Природни комплекси
Най-известен е карстовият комплекс „Злостен“, който е обявен за природна забележителност и включва в себе си редица обявени по-рано защитени територии. Намира се в землището на гр. Котел, обхващащ районите на с. Ябланово и обхваща площ от 343.7 хектара. Природо-обособен с цел запазване на характерните земни форми, пещери, понори и други карстови образувания. Населен е с вековни букови гори и пътеки местности с историческо значение.
Друга подобна местност е „Римското кале“ с подобно в историко-географско отношение значение. От скалните феномени най-голям интерес представлява „Чаталкая“. Най-известни са втората по дължина пропастна пещера в България – „Ледника“, с дължина 1367 m и денивелация (дълбочина) 242 m, „Субаттъ̀“, с дължина 518 m и денивелация 58 m, където изчезват под земята водите на бистър планински поток, „Мъглявата пещера“, чийто вход е постоянно обвит в мъгла.
Други второстепенни природни забележителности са и отделни пещери, като:
- „Св. 40 мъченици“ в землището на с. Кипилово, с площ 5.0 хка;
- „Сухайка“, с множество карстови пещери;
- „Дрянова пещера“, с площ 5.0 хка, характерна с красивите форми на сталактитите и сталагмитите в нея;
- Пещерата „Приказна“, с площ 4.2 ха;
- проучени са 3100 м пещерни галерии като VI по дължина в България е „Билярника“, която е проучена едва през 1970 г., с площ 1.0 ха;
- „Кървавата локва“;
- „Черните извори“, намираща се в района на местността „Царевец“, в с. Медвен;
- „Малка маара“;
- „Маварата“ и други.

Някои от пещерите са свързани с легенди и исторически събития, което ги прави още по-привлекателни и тайнствени. Например в местността, където се намира пещерата „Кървава локва“, според легендите са избити голям брой Никифорови войници; пещерата „Раковски“ е наречена на името на Г. Раковски, който през 1854 г. започва да пише край нея книгата си „Горски пътник“; в „Четиридесетте корита“ според преданията са заровени злато и скъпоценности. В района има и други пещери, които макар и да не са обявени за защитени обекти, също представляват интерес – „Духлото“, „Орлова пещера“, приютявала колония от хиляди прилепи – редки и защитени от закона животни, „Дядо-Събева пещера“, „Голямата Хумба“, „Малка Дряновска“, „Нова Дряновска“, „Черната дупка“, на запад от Котел, „Козя пещера“ в землището на с Кипилово, „Академик“, „Ужасът на иманярите“ в района на „Злостен“ и др. В землището на Котел се намират скалните образувания „Урушките скали“ (красив скален венец от величествени варовикови скали, подходящо местообитание на хищни птици) с площ 69 ха и скален отвес 70 м. Те са характерни както с причудливите си форми, така и с гнездовищата на скален орел.
Буйните планински води често се спускат по отвесните скали и образуват красиви водопади, а за природна забележителност е обявен водопадът „Синият вир“, с височина на пада 7 м и площ 1,1 ха. Водопадите „Скоковете“ и „Медвенски извори“ попадат във водосбора на Медвенската река. Маркират туристически маршрут източно от гр. Котел, който отвежда до местността след 3,5 часа път пеша.
Освен с природните си забележителности, районът е известен и с множество исторически места. Голяма част от тях също са защитени природни обекти, а именно:
- „Калето“ – римска крепост от ІІІ-IV век от нашата ера, разположена в местността „Борината“, намираща се в землището на гр. Котел.
- „Кипиловското кале“ – с площ 1 ха, в землището на с. Кипилово – м. „Боринци“, представлява останки от стара римска крепост.
- В землището на с. Медвен също има останки от стара римска крепост, които са познати под името „Калето“. Площта, която заемат е 0.7 ха.

## Редовни събития
Първият празник „Балканът пее и разказва“ се организира в Елена на Неювската поляна на 20 и 21 юни 1974 година. Оттогава на ротационен принцип се провежда в балканските градове Елена, Дряново, Котел, Трявна, Твърдица и Гурково.
Празникът на град Котел се чества ежегодно на 1 ноември от 1993 година.

## Личности
Котел е родно място на Софроний Врачански, Георги Мамарчев, Марко Лерински, Георги Раковски, Петър Берон, Васил Берон, и много други личности, свързани с историята, културата и науката на България.

## Други
На Котел е наречена улица в квартал „Лозенец“ в София (Карта).